# 圣伊宰尔
圣伊宰尔（法語：Saint-Izaire，法語發音：[sɛ̃.t‿izɛʁ]）是法国阿韦龙省的一个市镇，属于米约区。

## 地理
圣伊宰尔（43°58'29"N, 2°43'14"E）面积34.48 平方千米，位于法国奧克西塔尼大區阿韦龙省，该省份为法国南部内陆省份，位于法國中央高原南部，北起顺时针与康塔爾省、洛泽尔省、加尔省、埃罗省、塔恩省、塔恩-加龙省和洛特省接壤。
与圣伊宰尔接壤的市镇（或旧市镇、城区）包括：布罗基耶斯、布鲁斯堡、卡尔梅勒和勒维亚拉、莱科斯特戈宗、蒙克拉尔、圣瑞埃里。

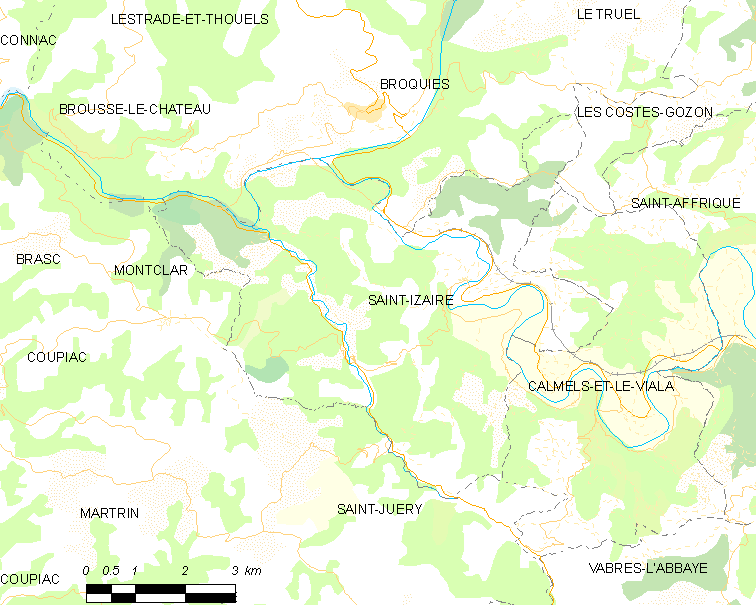
圣伊宰尔的OSM定位图

圣伊宰尔的时区为UTC+01:00、UTC+02:00（夏令时）。

## 行政
圣伊宰尔的邮政编码为12480，INSEE市镇编码为12228。

## 政治
圣伊宰尔所属的省级选区为圣阿夫里克县。

## 人口

1962-2008年间圣伊宰尔人口变化图示

圣伊宰尔于2022年1月1日时的人口数量为318人。